# 玄忠寺
玄忠寺（げんちゅうじ）は鳥取県鳥取市新品治町にある浄土宗の仏教寺院。正式名は、大唐大巖深心山九品院玄忠寺。鍵屋の辻の決闘で広く知られる剣豪荒木又右衛門の菩提寺で、境内にはその所縁の品や資料を展示する荒木又右衛門遺品館が設けられている。

## 歴史
永正5年（1508年）、鳥取城下湯所の高浜地にて開創と伝わる。
万治3年（1660年）に現在地に移転した。寛政12年（1800年）に伽藍を消失するも、文化2年（1805年）に現在に伝わる本堂、山門、鐘楼が再建された。

## 境内
- 本堂 - 1805年築
- 山門 - 1805年築
- 鐘楼 - 1805年築
- 荒木又右衛門遺品館
- 庫裏 - 写真家高木百拙の羅漢襖絵、庭園
- 荒木又右衛門の墓
- 黒田稲皐の墓

## 利用情報
- 開門時間 - 9:00～16:00
- 閉門日 - 1月1日～1月3日、春分の日、8月12日～8月15日、8月20日、秋分の日
- 所在地 - 〒680-0812　鳥取県鳥取市新品治町176

## 交通アクセス
- 山陰本線 鳥取駅 からループ麒麟獅子で約10分、「玄忠寺」下車すぐ
- 山陰本線 鳥取駅 から日ノ丸バスで約7分、「新品治町」下車、徒歩5分

## 周辺
- 景福寺 - 後藤基次、島田元旦墓所
- 常忍寺 - 富木常忍（日常）生誕地